# Динка
Ди́нка (дженг, дин. muɔnyjiëëŋ, jiëëŋ) — нилотский народ, населяющий Южный Судан (исторический регион Бахр-эль Газаль в бассейне Нила, Кордофан и Верхний Нил). Численность в конце XX века составляла 3 млн человек. Говорят на языке динка, относящемся к северо-западной группе нилотских языков (кир-аббайская семья, восточносуданской надсемьи). Большинство придерживается древних традиционных верований, включающих культы предков и сил природы, а также пережитки тотемизма. Часть — исповедует ислам (суннизм) или христианство, в основном католицизм, реже — протестантизм (англиканство или пресвитерианство). Основное занятие — скотоводство (козы, овцы), также выращивают овощи, табак. Динка считают одним из самых — если не самым — высоким народом Африки (наряду с племенами тутси и сара) и мира: так, средний рост мужчин (по разным оценкам) 185—190 см (а женщин 175—180).
Исторически корни динка уходят в область Гезира, где в Средние века располагалось царство Алодия, христианское многонациональное государство, управляемое в основном нубийцами. В это время язык динка позаимствовал существенную часть словарного запаса нубийского языка. После распада Алодии в начале XVI века, динка начали миграцию из Гезиры, преследуемые работорговцами, военными конфликтами и засухой. Динка избежали исламизации, что привело к конфликтам на почве различий в религии и образе жизни. В 1983 году Джон Гаранг создал Народную армию освобождения Судана для сопротивления хартумскому правительству. Это привело к гражданской войне, продолжавшейся 21 год. Самым известным и трагичным событием этой войны стала резня в Боре, во время которой в городе Бор погибли как минимум 2000 динка, а у остальных был уничтожен или уведён скот, что привело к тому, что в последующие годы ещё 25 000 динка погибли от голода и 100 000 стали беженцами. Факт резни в Боре отрицался Риеком Мачаром до 2012 года, когда он принёс публичные извинения за участие в нём в качестве главы части армии освобождения, перешедшей на сторону правительства. После гибели Гаранга в 2005 году руководство армией взял на себя Сальва Киир, ветеран обеих гражданских войн в Судане. В 2013—2020 годах в Судане шла ещё одна гражданская война, начавшаяся как предотвращение военного переворота — в результате неё правительство Южного Судана стало состоять почти исключительно из динка, потому что конфликт развивался и воспринимался в первую очередь как конфликт между динка и нуэр.

## Мифология
- Денгдит (Великий дождь) — бог создатель людей;
- Альет — его жена, вышедшая из священного дерева и слепившая первых людей;
- Ньялич (Наверху) — бог неба;
- Абук — богиня-мать Денгдита.